# Stazione di Lubiana
La stazione di Lubiana (in sloveno železniška postaja Ljubljana) è la principale stazione ferroviaria della capitale slovena Lubiana.

## Storia
Fu attivata il 18 aprile 1848, ma l'apertura ufficiale è avvenuta un anno più tardi con il collegamento alla Südbahn che congiungeva Vienna a Trieste. La struttura è stata poi rinnovata nel 1980 sotto la guida dell'architetto Marko Mušič.
Il poeta irlandese James Joyce trascorse qui la notte del 19 ottobre 1904, poiché nel suo viaggio verso Trieste presunse erroneamente di essere arrivato a destinazione. Nel 2003 è stata eretta una statua in suo onore, creata dallo scultore Jakov Brdar.
A breve distanza dalla stazione sorge il museo delle ferrovie slovene.

## Servizi
- Biglietteria a sportello
- Informazioni
- Deposito bagagli automatico
- Ufficio oggetti smarriti
- Carico/Scarico bagagli
- Sala d'attesa
- Servizi igienici
- Bar
- Negozi
- Telefono
- Banca e cambio valuta
- Servizio Mail

## Interscambi
- Fermata autobus
- Taxi
- Parcheggio

## Galleria d'immagini

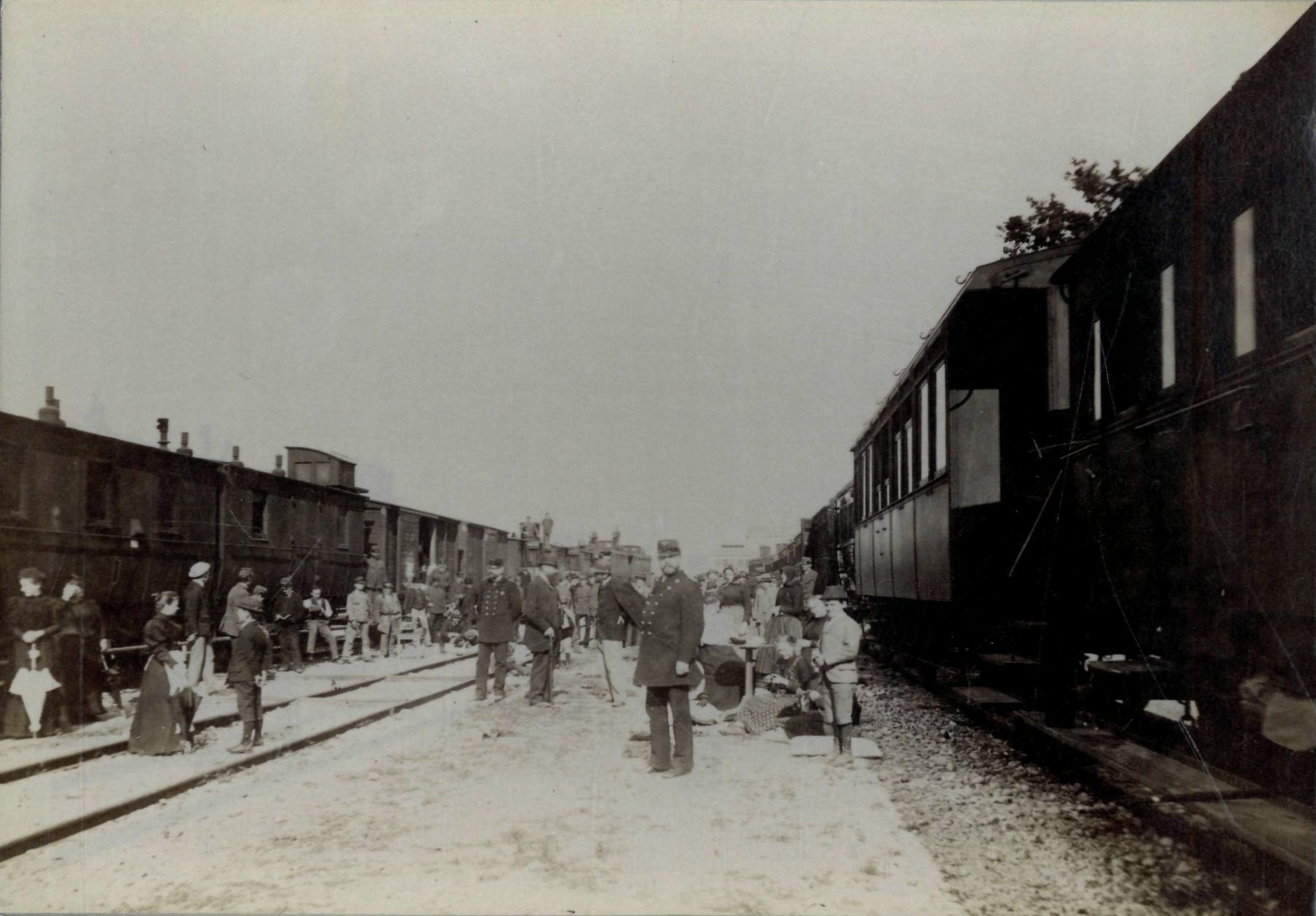
Dopo il terremoto del 1895
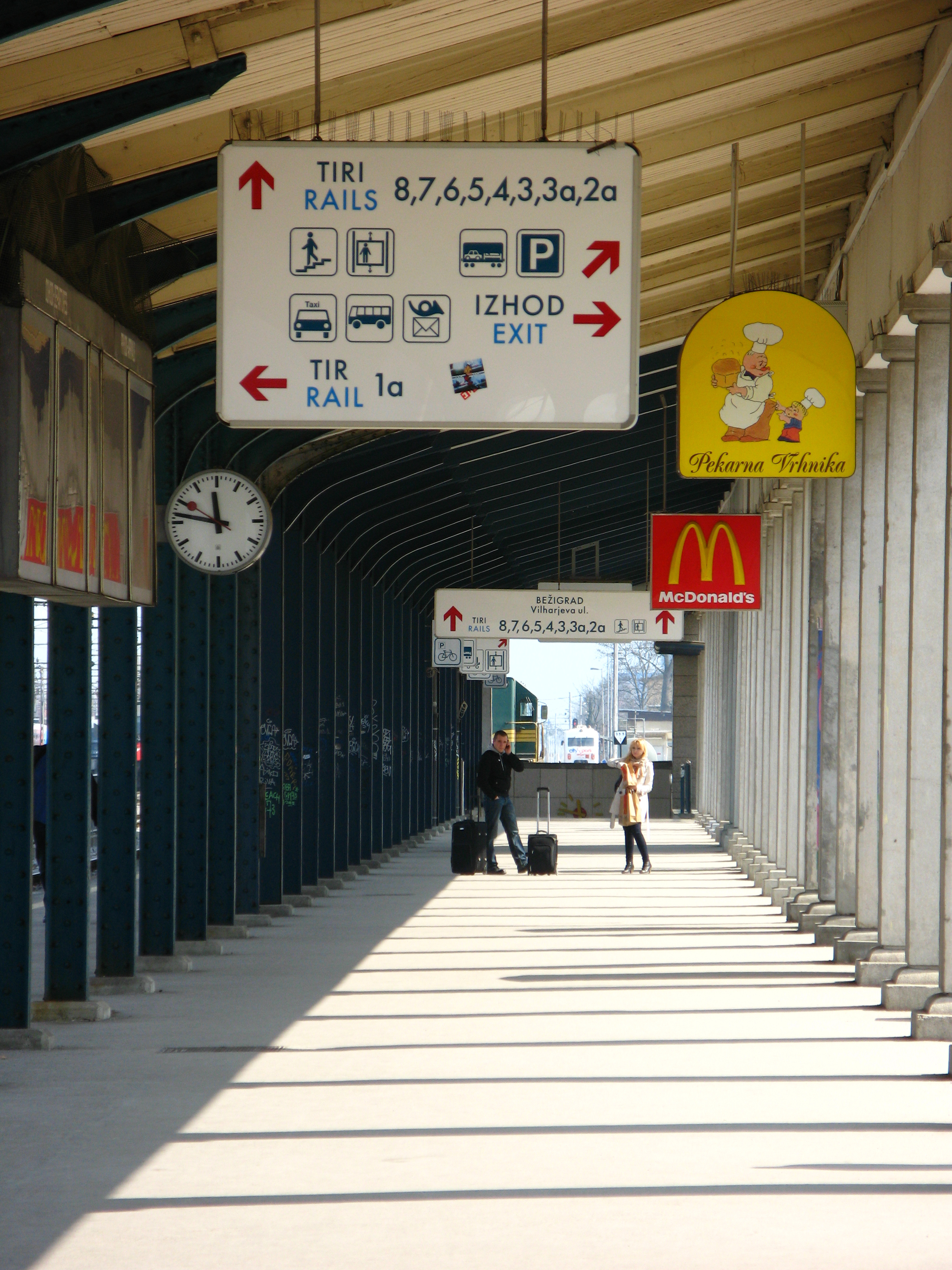
La banchina del binario 1
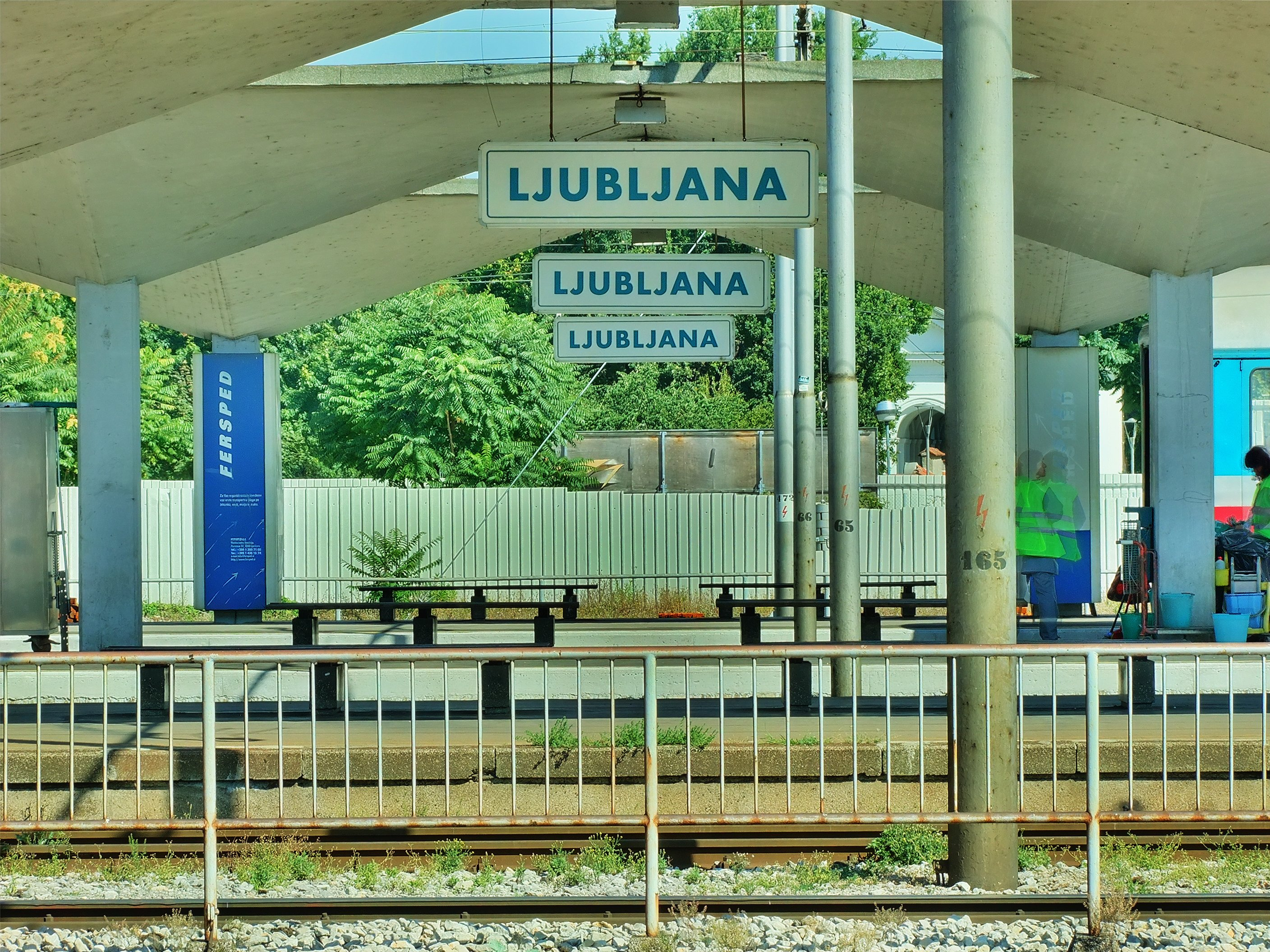
Binari e banchine
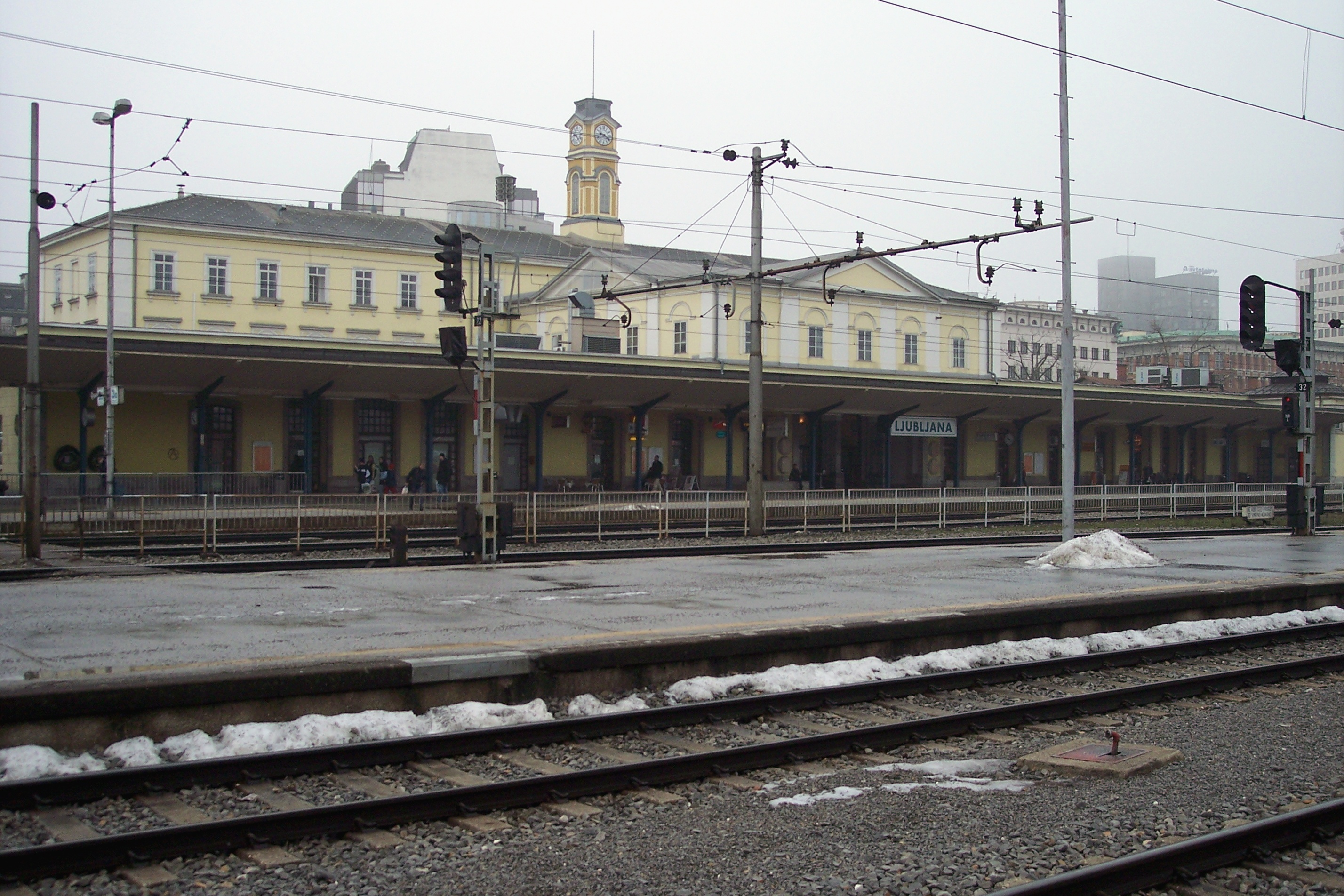
La stazione nel 2009
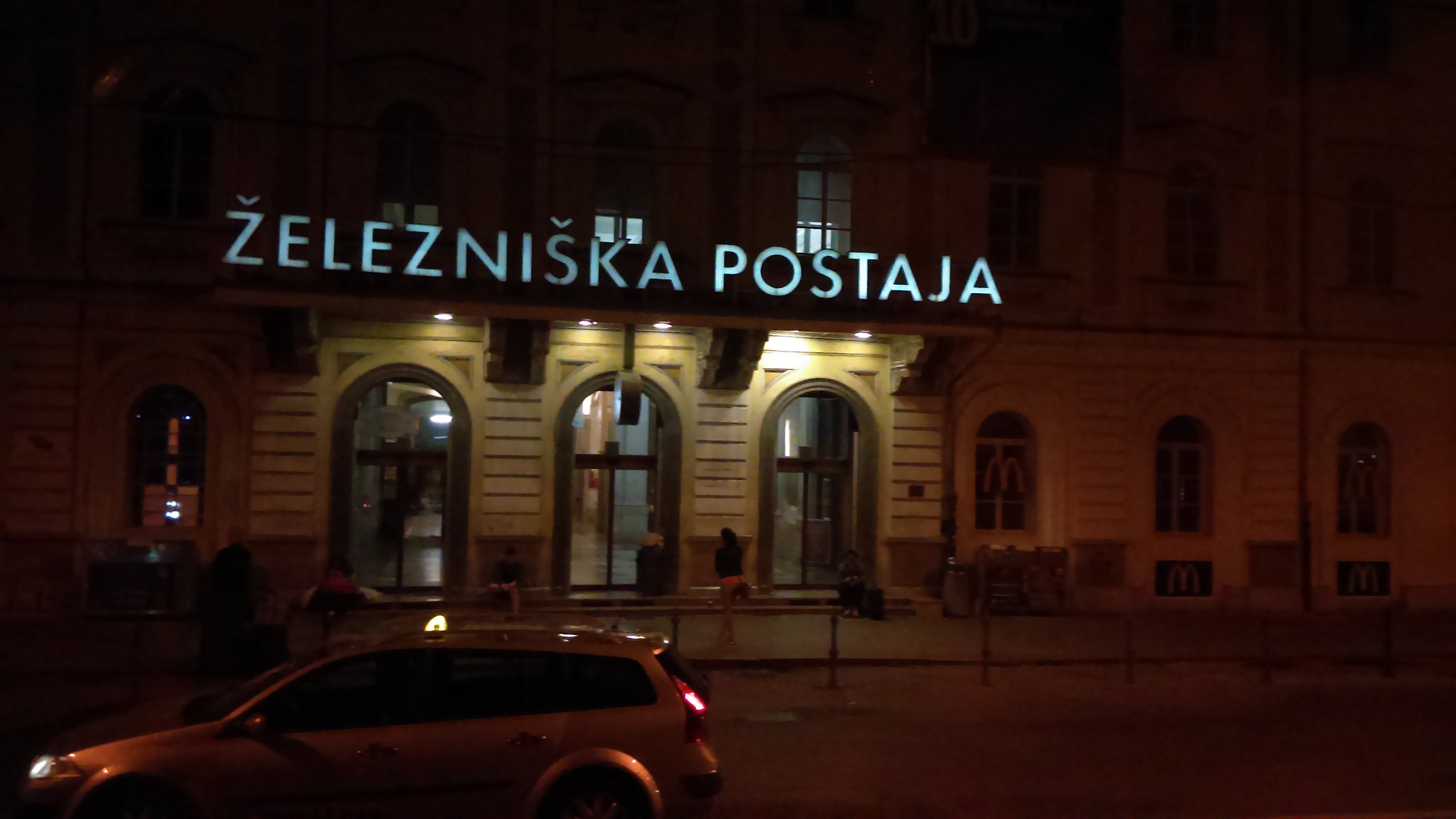
Vista notturna